# Kuzitrin Lake
Der Kuzitrin Lake ist ein See im Zentrum der Seward-Halbinsel in West-Alaska.

## Lage
Der Kuzitrin Lake befindet sich nördlich am Fuße der Bendeleben Mountains. Er liegt 20 km südlich des Imuruk Lake. Zwischen den beiden Seen erstreckt sich das Imuruk-Lake-Vulkanfeld. Der auf einer Höhe von 430 m gelegene Kuzitrin Lake bedeckt eine Fläche von 4,9 km². Die Längsausdehnung in Ost-West-Richtung beträgt 4,9 km. Die maximale Seebreite liegt bei 1,3 km. Der See liegt am Oberlauf des South Fork Kuzitrin River. Dieser entwässert den Kuzitrin Lake an dessen westlichem Ende. Der Kuzitrin Lake befindet sich im Südosten des Bering Land Bridge National Preserve.